# ティト・オーティズ

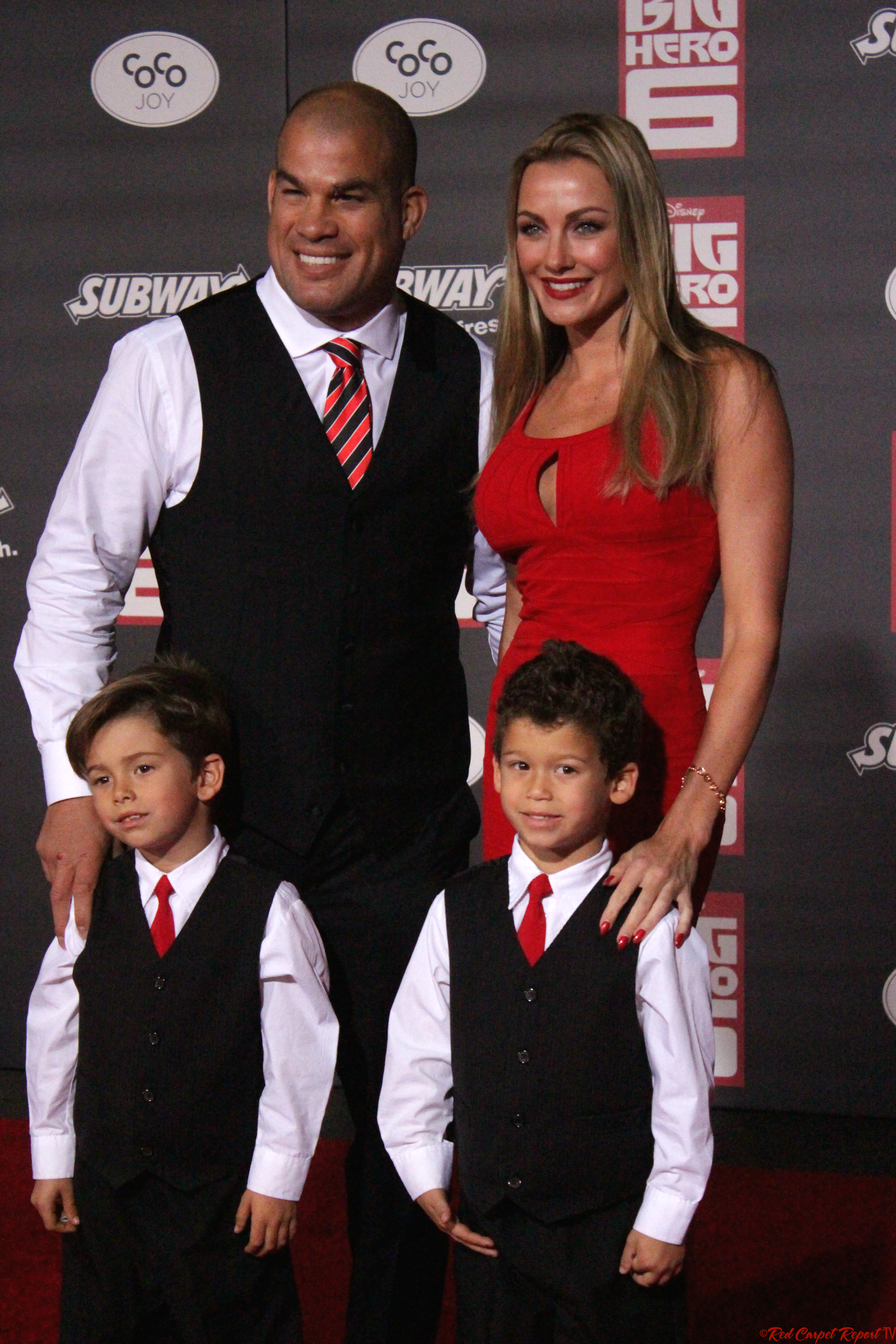
家族と共に記念撮影するオーティズ

ジェイコブ・"ティト"・オーティズ（Jacob "Tito" Ortiz、1975年1月23日 - ）は、アメリカ合衆国の男性総合格闘家、ハンティントンビーチ市長代行・市議会議員。カリフォルニア州ハンティントンビーチ出身。チーム・パニッシュメント所属。第2代UFC世界ライトヘビー級王者。UFC殿堂入り。
UFCのライトヘビー級戦線で長きに渡って活躍し、ランディ・クートゥア、チャック・リデルと共にUFCをメジャー団体に押し上げた選手で、UFCを代表する人気選手の1人であった。レスリングで培ったパワーを活かしたテイクダウンからのグラウンド&パウンドを武器に、UFCライトヘビー級王座を5度に渡り防衛した。試合に勝利した際に墓掘りのパフォーマンスをすることで有名である。

## 来歴
カリフォルニア州ハンティントンビーチで、メキシコ系の父とフランス系とポルトガル系をルーツに持つ母との間に生まれ、異父兄弟の3人の兄がいる。5歳の時にカリフォルニア州サンタアナへ移住した。両親がヘロイン中毒であり、ティト自身もストリートギャングの悪友と共にコカインやフェンサイクリジンといった薬物を服用し、少年院に入れられるなど荒んだ幼少期を過ごした。13歳の時に両親が離婚したため、母親に連れられハンティントンビーチに戻った。ティトは7歳の時から地元の桟橋で釣った魚を売って自活し、その後ハンティントンビーチ高校に入学。高校2年生時にレスリングを始め、州のトーナメントで4位になる。18歳の時、母親から家を追い出されたのを機に兄弟と共に暮らし始めるも、後にメタンフェタミン中毒となった。高校卒業後19歳の時に、高校時代のレスリング部のコーチであったポール・ヘレラに勧められて、ヘレラがコーチを務めるゴールデン・ウェスト・コミュニティ・カレッジに入学。カリフォルニア州ジュニア・カレッジ王者と同オール・アメリカンを2年連続で獲得すると、カリフォルニア州立大学に編入し、同大学の卒業生でスパーリングパートナーを探していた、UFCファイターのタンク・アボットと一緒に練習するようになった。

### UFC
1997年5月30日、プロ総合格闘技&UFCデビューとなったUFC 13のライト級（91kg級）トーナメントのリザーブマッチでウェス・アルブリトンと対戦し、開始31秒にマウントパンチでTKO勝ち。その後、1回戦に勝利したエンセン井上が決勝を棄権したため、代役でティトが決勝に進出した。決勝でケン・シャムロック率いるライオンズ・デン所属のガイ・メッツァーと対戦し、フロントチョークで1R一本負け。試合後、ティトはメッツァーに対し「奴は組み付いて膠着ばかり狙ってきやがる。奴はガイではなくゲイ・メッツァーだ!」と発言。これに対しメッツァーの師であるケン・シャムロックが激怒し、長きに渡るシャムロックとの因縁はここから始まる。
1999年3月5日、UFC 19でガイ・メッツァーと再戦し、パウンドで1RTKO勝ちを収めリベンジに成功。試合前、ティトは「Gay Mezger Is My Bitch」と書いたTシャツを着て入場し、メッツァーを挑発した。
1999年9月24日、UFC 22のUFC世界ミドル級（のちのライトヘビー級）タイトルマッチでケン・シャムロックの義弟フランク・シャムロックと対戦し、4Rにパウンドでギブアップ負け。王座獲得に失敗した。

#### UFC世界王座獲得
2000年4月14日、日本で開催されたUFC 25のUFC世界ミドル級王座決定戦でヴァンダレイ・シウバと対戦し、テイクダウンとグラウンドの攻防で終始シウバ圧倒し、3-0の5R判定勝ち。王座獲得に成功した。
2000年12月16日、UFC 29のUFC世界ライトヘビー級タイトルマッチで挑戦者の近藤有己と対戦し、ネックロックで1R一本勝ち。王座の初防衛に成功した。
2001年2月23日、UFC 30のUFC世界ライトヘビー級タイトルマッチで挑戦者のエヴァン・タナーと対戦し、クリンチからのテイクダウンでタナーをマットに叩きつけて開始31秒のKO勝ち。2度目の王座防衛に成功した。
2001年6月29日、UFC 32のUFC世界ライトヘビー級タイトルマッチで挑戦者のエルヴィス・シノシックと対戦し、グラウンドの肘打ちで1RTKO勝ち。3度目の王座防衛に成功した。
2001年9月28日、UFC 33のUFC世界ライトヘビー級タイトルマッチで挑戦者のウラジミール・マティシェンコと対戦し、3-0の5R判定勝ち。4度目の王座防衛に成功した。
2002年11月22日、UFC世界ライトヘビー級タイトルマッチで長年に渡って因縁のあったケン・シャムロックと対戦し、3R終了時にシャムロック陣営がタオルを投入しTKO勝ち。5度目の王座防衛に成功した。

#### 世界王座陥落
2003年9月26日、UFC 44のUFC世界ライトヘビー級王座統一戦で暫定王者ランディ・クートゥアと対戦し、0-3の5R判定負け。約3年半の間、5度に渡って防衛し続けた王座から陥落した。
2004年4月2日、UFC 47のUFC世界ライトヘビー級王座挑戦者決定戦でチャック・リデルと対戦し、2R序盤にスタンドパンチ連打でKO負け。自身初の連敗を喫した。
2005年2月5日、UFC 51で元UFC世界ライトヘビー級王者ビクトー・ベウフォートと対戦し、2-1の判定勝ち。
2006年4月から6月にかけて放送されたリアリティ番組「The Ultimate Fighter 3」でケン・シャムロックと共に、それぞれのチームのコーチを務めた。
2006年4月15日、UFC 59でフォレスト・グリフィンと対戦し、2-1の判定勝ち。ファイト・オブ・ザ・ナイトを受賞した。
2006年7月8日、UFC 61でケン・シャムロックと約3年8カ月ぶりに再戦し、グラウンドの肘打ちで1RTKO勝ち。同年10月10日、Ortiz vs. Shamrock 3でシャムロックと通算3度目の対戦を行い、パウンドで1RTKO勝ち。
2006年12月30日、UFC 66のUFC世界ライトヘビー級タイトルマッチで王者チャック・リデルと再戦し、パウンドで3RTKO負け。王座獲得に失敗したものの、ファイト・オブ・ザ・ナイトを受賞した。
2007年7月7日、UFC 73でラシャド・エヴァンスと対戦し、レスリングの攻防で接戦を繰り広げ、0-0の判定ドロー。なお、ジャッジ3者全員のスコアカードでは、29-28のスコアでティト勝利となっていたが、ティトがエヴァンスのテイクダウンを防ぐ際に金網を掴んで減点1を受けたため、28-28のスコアとなり判定はドローとなった。
2008年5月24日、UFC 84でリョート・マチダと対戦。テイクダウンを全て防がれ、1Rには逆にテイクダウンを奪われるなど劣勢となり、3Rにボディーへの膝蹴りでダウンを奪われるが、パウンドと肘打ちで追撃したマチダに下から三角絞めを極めかけたものの、0-3の判定負け。この試合でUFCとの契約が満了となり、UFCを離脱した。

### UFC離脱
UFC離脱後、Elite XC、Affliction、American Fight Leagueなど複数の団体からオファーを受けていたが、当時のUFC契約の条項により、2009年6月頃まで他団体で試合をすることが禁じられていたため全オファーを断っている。当時、ティトはMMA市場で最大のフリーエージェントと見なされていた。
2008年10月6日、長年痛めていた腰の手術を受けた。2003年のランディ・クートゥア戦を境に腰痛に悩まされていたと語っている。

### UFC復帰
2009年7月31日、UFCと再契約を結んだことが発表された。
2009年11月21日、1年半ぶりの復帰戦となったUFC 106でフォレスト・グリフィンと3年7か月ぶりに再戦し、終盤に打撃で圧倒され0-3の判定負け。約3年半越しのリベンジを許した。
2011年7月2日、UFC 132でライアン・ベイダーと対戦。試合前のオッズでは1対5でティトが圧倒的不利と目されていたが、1R早々に右フックでダウンを奪い、そのままギロチンチョークを極めて一本勝ち。サブミッション・オブ・ザ・ナイトを受賞し、約4年9カ月ぶりの勝利となった。
2011年8月6日、UFC 132でラシャド・エヴァンスと約4年ぶりに再戦し、2Rにグラウンドでボディへの膝蹴りを貰い、怯んだところに追撃のパウンドでTKO負け。
2011年12月10日、UFC 140でアントニオ・ホジェリオ・ノゲイラと対戦し、ボディへのパウンドで1RTKO負け。試合後、ティトは試合前から首を怪我していたことを明かしている。
2012年7月7日、引退試合となったUFC 148でフォレスト・グリフィンと通算3度目の対戦を行い、0-3の判定負け。敗れはしたものの、ファイト・オブ・ザ・ナイトを受賞した。また、試合前に開催されたUFCファンエキスポでUFC殿堂入りが発表された。

### Bellator
2013年8月、Bellator MMAで現役復帰することが発表された。同月15日にはプロレス団体であるTNAに登場。クイントン・ジャクソン率いるメインイベント・マフィアのメンバー入りを打診されるもこれを断り、クリス・セイビン vs ブリー・レイとの試合中に介入してブリーの勝利に貢献した。
2014年5月17日、Bellator初参戦となったBellator 120でBellatorミドル級王者のアレキサンダー・シュレメンコとライトヘビー級契約のノンタイトル戦で対戦し、肩固めで1R一本勝ち。
2014年11月15日、Bellator 131で試合前からお互いにトラッシュトークを繰り広げてきた因縁の相手ステファン・ボナーと対戦し、2-1の判定勝ち。試合後、判定を聞いて落胆するボナーに対して、ボトルの水を振りかけ挑発した。
2015年9月19日、Bellator 142のBellatorライトヘビー級タイトルマッチで王者リアム・マギリーに挑戦し、横三角絞めで1R一本負け。王座獲得に失敗した。
2017年1月21日、2度目の引退試合となったBellator 170でチェール・ソネンと対戦し、リアネイキドチョークで1R一本勝ち。
2018年11月24日、オスカー・デ・ラ・ホーヤが代表を務めるゴールデンボーイ・プロモーションズが開催した大会で、チャック・リデルと通算3度目の対戦を行い、右ストレートで1RKO勝ち。3度目の対戦にしてリデルから初白星をあげた。
2019年12月7日、Combate Americas 51でプロレスラーのアルベルト・ロドリゲス（ドス・カラス・ジュニア）と対戦し、リアネイキドチョークで1R一本勝ち。
2020年11月、ハンティントンビーチ市議会議員に当選。15人が出馬した選挙でトップ当選を果たし、市長代行にも選ばれた。

### ボクシング
2021年9月11日、ボクシングデビュー戦となったフロリダ州マイアミのセミノール・ハード・ロック・ホテル & カジノで開催されたNo Holds Barredで元UFC世界ミドル級王者アンデウソン・シウバとエキシビジョンマッチで対戦し、カウンターの右フックでぐらつき追撃の左フックで1回KO負け。この試合は195ポンド契約であったが、オーティズが前日の計量で5ポンドの体重超過をしたため、ファイトマネーの20%をシウバに譲渡する条件で行われた。

## 人物・エピソード
- 「ティト」というニックネームは、1歳の時に父親から付けられたものである。
- 2度に渡ってUFCを離脱したオーティズは、元々はオーティズのマネジャーであったUFC代表のダナ・ホワイトに対して強い憎しみを露にしていたことが有り、一時はボクシングのルールで対戦することも申し出たほど2人の仲は険悪なものだった。
- 毎試合ごとに異なるメッセージがプリントされたTシャツで登場し、ダナ・ホワイトとの仲が険悪だった2008年頃に開催されたUFC 82の前日計量時には「Dana Is My Bitch !」とプリントされたTシャツを着てダナを挑発したことがある。2人が和解した後に開催されたUFC 121の前日計量には「Dana Is My Hero !」とプリントされたTシャツを着て登場した。2011年7月に開催されたUFC 132には、同年5月2日に殺害されたウサーマ・ビン・ラーディンの顔写真にバツ印がプリントされたTシャツを着て登場した[16]。
- 元ポルノスターのジェナ・ジェイムソンは元恋人で、2人の間にできた双子は親権を持つオーティズが引き取って育てている。オーティズは元妻との間にも息子が1人がいる。
- ポーカーを趣味としており、2017年3月にパナマで開催された$ 5,300ノーリミットホールデム-PokerStarsチャンピオンシップメインイベントに出場し、71人中22位の成績を収めた[17]。
- 衣服ブランド「パニッシュメント・アスレチックスMMA」（Punishment Athletics MMA）の最高経営責任者を務めている[18]。また、地元ハンティントンビーチで格闘技ジム「パニッシュメント・トレーニング・センター」を開設した。
- 2008年に放送されたトランプがホストを務めるリアリティ番組『アプレンティス』（セレブリティ・アプレンティス第1シーズン）に参加者として出演する等、長年のドナルド・トランプ大統領の支持者であり、2019年のアルベルト・ロドリゲス戦に勝利した際、ツイッターでトランプ大統領本人から祝勝を受けている[19]。

## 犯罪・トラブル
2010年4月26日、カリフォルニア州ハンティントンビーチの自宅で当時の恋人ジェナ・ジェイムソンに対するドメスティックバイオレンスの容疑で逮捕された。ジェイムソンは腕に包帯を巻いた写真を証拠として撮影し、オーティズはジェイムソンがオキシコドン中毒のため精神的に不安定であったため正当防衛だと主張していたが、後日、双方が訴えを自主的に取り下げた。
2014年1月6日、ロサンゼルスで飲酒運転の容疑で逮捕された。オーティズは司法取引に応じ、飲酒運転の容疑を認めて、3年間の保護観察、非公開の罰金、およびアルコール教育プログラムへの登録を義務付けられた。

## 戦績

### 総合格闘技
| 総合格闘技 戦績 | 総合格闘技 戦績 | 総合格闘技 戦績 | 総合格闘技 戦績 | 総合格闘技 戦績 | 総合格闘技 戦績 | 総合格闘技 戦績 |
| --------------- | --------------- | --------------- | --------------- | --------------- | --------------- | --------------- |
| 34 試合         | (T)KO           | 一本            | 判定            | その他          | 引き分け        | 無効試合        |
| 21 勝           | 10              | 5               | 6               | 0               | 1               | 0               |
| 12 敗           | 5               | 2               | 5               | 0               | 1               | 0               |

| 勝敗 | 対戦相手                         | 試合結果                          | 大会名                                                                      | 開催年月日     |
| ○    | アルベルト・ロドリゲス           | 1R 3:10 リアネイキドチョーク      | Combate Americas 51: Tito vs. Alberto                                       | 2019年12月7日  |
| ○    | チャック・リデル                 | 1R 4:24 KO（右ストレート）        | ゴールデンボーイ・プロモーションズ: Liddell vs. Ortiz 3                     | 2018年11月24日 |
| ○    | チェール・ソネン                 | 1R 2:03 リアネイキドチョーク      | Bellator 170: Ortiz vs. Sonnen                                              | 2017年1月21日  |
| ×    | リアム・マギリー                 | 1R 4:41 横三角絞め                | Bellator 142: Dynamite 1 【Bellator世界ライトヘビー級タイトルマッチ】       | 2015年9月19日  |
| ○    | ステファン・ボナー               | 5分3R終了 判定2-1                 | Bellator 131: Tito vs. Bonnar                                               | 2014年11月15日 |
| ○    | アレキサンダー・シュレメンコ     | 1R 2:27 肩固め                    | Bellator 120                                                                | 2014年5月17日  |
| ×    | フォレスト・グリフィン           | 5分3R終了 判定0-3                 | UFC 148: Silva vs. Sonnen 2                                                 | 2012年7月7日   |
| ×    | アントニオ・ホジェリオ・ノゲイラ | 1R 3:15 TKO（ボディへのパウンド） | UFC 140: Jones vs. Machida                                                  | 2011年12月10日 |
| ×    | ラシャド・エヴァンス             | 2R 4:48 TKO（パウンド）           | UFC 133: Evans vs. Ortiz                                                    | 2011年8月6日   |
| ○    | ライアン・ベイダー               | 1R 1:56 ギロチンチョーク          | UFC 132: Cruz vs. Faber                                                     | 2011年7月2日   |
| ×    | マット・ハミル                   | 5分3R終了 判定0-3                 | UFC 121: Lesnar vs. Velasquez                                               | 2010年10月23日 |
| ×    | フォレスト・グリフィン           | 5分3R終了 判定1-2                 | UFC 106: Ortiz vs. Griffin 2                                                | 2009年11月21日 |
| ×    | リョート・マチダ                 | 5分3R終了 判定0-3                 | UFC 84: Ill Will                                                            | 2008年5月24日  |
| △    | ラシャド・エヴァンス             | 5分3R終了 判定0-0                 | UFC 73: Stacked                                                             | 2007年7月7日   |
| ×    | チャック・リデル                 | 3R 3:59 TKO（パウンド）           | UFC 66: Liddell vs. Ortiz 2 【UFC世界ライトヘビー級タイトルマッチ】         | 2006年12月30日 |
| ○    | ケン・シャムロック               | 1R 2:23 TKO（パウンド）           | Ortiz vs. Shamrock 3: The Final Chapter                                     | 2006年10月10日 |
| ○    | ケン・シャムロック               | 1R 1:18 TKO（グラウンドの肘打ち） | UFC 61: Bitter Rivals                                                       | 2006年7月8日   |
| ○    | フォレスト・グリフィン           | 5分3R終了 判定2-1                 | UFC 59: Reality Check                                                       | 2006年4月15日  |
| ○    | ビクトー・ベウフォート           | 5分3R終了 判定2-1                 | UFC 51: Super Saturday                                                      | 2005年2月5日   |
| ○    | パトリック・コーテ               | 5分3R終了 判定3-0                 | UFC 50: The War of '04                                                      | 2004年10月22日 |
| ×    | チャック・リデル                 | 2R 0:38 KO（スタンドパンチ連打）  | UFC 47: It's On                                                             | 2004年4月2日   |
| ×    | ランディ・クートゥア             | 5分5R終了 判定0-3                 | UFC 44: Undisputed 【UFC世界ライトヘビー級王座統一戦】                      | 2003年9月26日  |
| ○    | ケン・シャムロック               | 3R終了時 TKO（タオル投入）        | UFC 40: Vendetta 【UFC世界ライトヘビー級タイトルマッチ】                    | 2002年11月22日 |
| ○    | ウラジミール・マティシェンコ     | 5分5R終了 判定3-0                 | UFC 33: Victory in Vegas 【UFC世界ライトヘビー級タイトルマッチ】            | 2001年9月28日  |
| ○    | エルヴィス・シノシック           | 1R 3:32 TKO（グラウンドの肘打ち） | UFC 32: Showdown in the Meadowlands 【UFC世界ライトヘビー級タイトルマッチ】 | 2001年6月29日  |
| ○    | エヴァン・タナー                 | 1R 0:32 KO（バスター）            | UFC 30: Battle on the Boardwalk 【UFC世界ミドル級タイトルマッチ】           | 2001年2月23日  |
| ○    | 近藤有己                         | 1R 1:52 ネックロック              | UFC 29: Defense of the Belts 【UFC世界ミドル級タイトルマッチ】              | 2000年12月16日 |
| ○    | ヴァンダレイ・シウバ             | 5分5R終了 判定3-0                 | UFC 25: Ultimate Japan 3 【UFC世界ミドル級王座決定戦】                      | 2000年4月14日  |
| ×    | フランク・シャムロック           | 4R 4:42 ギブアップ（パウンド）    | UFC 22: There Can Be Only One Champion 【UFC世界ミドル級タイトルマッチ】    | 1999年9月24日  |
| ○    | ガイ・メッツァー                 | 1R 9:56 TKO（パウンド）           | UFC 19: Ultimate Young Guns                                                 | 1999年3月5日   |
| ○    | ジェリー・ボーランダー           | 1R 14:31 TKO（カット）            | UFC 18: Road to the Heavyweight Title                                       | 1999年1月8日   |
| ○    | ジェレミー・スクリートン         | 1R 0:16 ギブアップ（膝蹴り）      | West Coast NHB Championships 1                                              | 1998年12月8日  |
| ×    | ガイ・メッツァー                 | 1R 3:00 フロントチョーク          | UFC 13: The Ultimate Force 【ライト級トーナメント 決勝】                    | 1997年5月30日  |
| ○    | ウェス・アルブリトン             | 1R 0:31 TKO（マウントパンチ）     | UFC 13: The Ultimate Force 【ライト級トーナメント リザーブマッチ】          | 1997年5月30日  |

### プロボクシング
| プロボクシング 戦績 | プロボクシング 戦績 | プロボクシング 戦績 | プロボクシング 戦績 | プロボクシング 戦績 | プロボクシング 戦績 | プロボクシング 戦績 |
| ------------------- | ------------------- | ------------------- | ------------------- | ------------------- | ------------------- | ------------------- |
| 1 試合              | (T)KO               | 判定                | その他              | 引き分け            | 無効試合            |                     |
| 0 勝                | 0                   | 0                   | 0                   | 0                   | 0                   |                     |
| 1 敗                | 1                   | 0                   | 0                   | 0                   | 0                   |                     |

| 戦           | 日付          | 勝敗 | 時間    | 内容 | 対戦相手             | 国籍     | 備考 |
| ------------ | ------------- | ---- | ------- | ---- | -------------------- | -------- | ---- |
| 1            | 2021年9月11日 | 敗北 | 1R 1:21 | KO   | アンデウソン・シウバ | ブラジル |      |
| テンプレート |               |      |         |      |                      |          |      |

### グラップリング
| 勝敗 | 対戦相手                     | 試合結果             | 大会名                             | 開催年月日   |
| ×    | ショーン・アルバレス         | ポイント0-2          | ADCC 2000 【無差別級 準決勝】      | 2000年3月3日 |
| ○    | ロドリゴ・メデイロ           | ポイント2-0          | ADCC 2000 【無差別級 2回戦】       | 2000年3月3日 |
| ○    | 佐藤ルミナ                   | ノースサウスチョーク | ADCC 2000 【無差別級 1回戦】       | 2000年3月3日 |
| ○    | マット・ヒューズ             | ポイント4-2          | ADCC 2000 【99kg未満級 3位決定戦】 | 2000年3月2日 |
| ×    | ヒカルド・アローナ           | 判定                 | ADCC 2000 【99kg未満級 準決勝】    | 2000年3月2日 |
| ○    | マイク・ヴァン・アースデール | サブミッション       | ADCC 2000 【99kg未満級 2回戦】     | 2000年3月1日 |
| ○    | ロリスティラフ・ボリシェンコ | サブミッション       | ADCC 2000 【99kg未満級 1回戦】     | 2000年3月1日 |

## 獲得タイトル
- 第2代UFC世界ライトヘビー級王座（2000年）
- ADCC 2000 99kg級 3位（2000年）

## 表彰
- UFC ファイト・オブ・ザ・ナイト（4回）
- UFC ノックアウト・オブ・ザ・ナイト（1回）
- UFC サブミッション・オブ・ザ・ナイト（1回）
- UFC殿堂入り（2012年）

## 出演

### 映画
| 公開年 | タイトル                                       | 役名             | 備考 |
| ------ | ---------------------------------------------- | ---------------- | ---- |
| 2003   | ブラック・ダイヤモンド                         | ケージファイター |      |
| 2005   | The Crow: Wicked Prayer                        |                  |      |
| 2006   | イラク -狼の谷-                                |                  |      |
| 2008   | ゾンビ・ストリッパーズ                         | バウンサー       |      |
| 2017   | タイラー・ペリーの出たぞ〜! マデアのハロウィン | ビクター         |      |

### ミュージックビデオ
| 公開年 | タイトル     | 役名           | アーティスト |
| ------ | ------------ | -------------- | ------------ |
| 1999   | Got the Life |                | Korn         |
| 2005   | Truth        | アンクル・サム | シーザー     |

### テレビ
| 放映年 | タイトル                     | 役名                   | 備考                      |
| ------ | ---------------------------- | ---------------------- | ------------------------- |
|        | マッドTV!                    |                        |                           |
|        | ヘルズ・キッチン〜地獄の厨房 | シェフのテーブルゲスト |                           |
| 2012   | CSI:ニューヨーク             | デレク・ペトロフ       | エピソード: "Clean Sweep" |

### ビデオゲーム
| 発売年 | タイトル                | 役名   | 備考                   |
| ------ | ----------------------- | ------ | ---------------------- |
| 2000   | Razor Freestyle Scooter | 本人役 | プレイヤーキャラクター |